# Fraccionamiento las Liebres
Fraccionamiento las Liebres är en ort i Mexiko.   Den ligger i kommunen Irapuato och delstaten Guanajuato, i den centrala delen av landet, 270 km nordväst om huvudstaden Mexico City. Fraccionamiento las Liebres ligger 1 718 meter över havet och antalet invånare är 1 513.
Terrängen runt Fraccionamiento las Liebres är huvudsakligen platt, men norrut är den kuperad. Runt Fraccionamiento las Liebres är det ganska tätbefolkat, med 199 invånare per kvadratkilometer. Närmaste större samhälle är Irapuato, 5,2 km nordost om Fraccionamiento las Liebres. Trakten runt Fraccionamiento las Liebres består till största delen av jordbruksmark.